# Carlos Alvarado (homme politique, 1980)
Pour les articles homonymes, voir Carlos Alvarado et Alvarado.
Carlos Andrés Alvarado Quesada, né le 14 janvier 1980 à San José, est un écrivain, journaliste, politologue et homme d'État costaricien. Membre du Parti d'action citoyenne, il est président du Costa Rica entre 2018 et 2022.

## Biographie
Ancien ministre du Travail et de la Sécurité sociale, il est diplômé en communication, titulaire d'un master en sciences politiques de l'université du Costa Rica et d'un master en développement de l'université du Sussex.

### Élection présidentielle de 2018
Il est le candidat du Parti d'action citoyenne à l'élection présidentielle de 2018 qu'il remporte au second tour avec 60,7 % des voix face à Fabricio Alvarado du parti Restauration nationale.
Alors que le mariage homosexuel devient un thème important de la campagne présidentielle, Carlos Alvarado prend position en faveur de sa légalisation, au contraire de son adversaire de droite, Fabricio Alvarado. Il promet par ailleurs de renforcer le rôle de l’État dans le cadre de politiques néolibérales présentées comme modérées. Il prend soin de prendre ses distances avec l’exécutif sortant, issu de la même formation politique que lui mais impliqué dans des affaires de trafic d’influence.

### Président de la République
Il fait adopter en décembre 2018 une loi prévoyant notamment l'augmentation des impôts et la réduction des salaires des employés du secteur public, qu'il justifie par la mauvaise situation économique du pays. Cette loi contribue à son impopularité. Il se heurte alors à la plus grande grève générale depuis vingt ans.
Pendant la pandémie de Covid-19, il décide de maintenir une politique économique néolibérale au cout social élevé. Le gouvernement a ainsi coupé dans les dépenses publiques, notamment dans le budget de l'éducation. Le chômage a grimpé de 8,1 % en 2017 à 14,4 % fin 2021, 23 % de la population vit en dessous du seuil de pauvreté et la dette publique atteint les 70 % du PIB, soit l'un des taux les plus élevés d’Amérique latine. Si cette politique a été soutenue au Congrès par le Parti de la libération nationale (PNL) et le Parti unité sociale-chrétienne (PUSC), les deux grands partis traditionnels, elle a valu au gouvernement de perdre le soutien des fonctionnaires, des universitaires, de la gauche et d'une grande partie de la classe moyenne,. D'après la Cepal, le Costa Rica devrait être avec le Brésil le pays d’Amérique latine qui aura le plus de mal à relancer son économie après la pandémie.
La vie politique du pays a été marquée par de nombreuses affaires de corruption, touchant tant le gouvernement que les partis d'opposition, qui ont contribué à discréditer la classe politique auprès d'une partie de la population. Des ministres, des anciens ministres et des maires ont été éclaboussés par deux affaires de corruption concernant des malversations et pots-de-vin pour des marchés de travaux publics de plusieurs millions de dollars. En 2021, six maires, dont celui de la capitale San José, ont été arrêtés. Certaines affaires ont même mis en évidence la pénétration des milieux politiques par des groupes de narcotrafiquants,.
Le gouvernement atteint, à la fin du mandat présidentiel de Carlos Alvarado, un taux d'approbation de 12 %.